# پادشاه سرزمین
پادشاه سرزمین (کره‌ای: 킹더랜드؛ انگلیسی: King the Land) یک مجموعهٔ تلویزیونی کره جنوبی سال ۲۰۲۳ با بازی لی جون هو و ایم یون آه است. این مجموعه از ۱۷ ژوئن تا ۶ اوت ۲۰۲۳، روزهای شنبه و یکشنبه ساعت ۲۲:۳۰ (کی‌اس‌تی) از جی‌تی‌بی‌سی پخش شد. این مجموعه همچنین برای استریم در نتفلیکس و تیوینگ در مناطق منتخب قابل دسترسی است.

## خلاصه داستان
این مجموعه داستان گو وون (لی جون هو) را روایت می‌کند که وارث «د کینگ گروپ»، مجموعه هتل‌های لوکس است و وارد یک جنگ ارثیه می‌شود. از طرف دیگر، چون سا رانگ (ایم یون آه) هتلداری است که همیشه لبخند به لب دارد و با گو وون ملاقات می‌کند.

## بازیگران

### اصلی
- لی جون هو در نقش گو وون[۸]
- ایم یون آه در نقش چون سا رانگ[۸]

### مکمل
- آن سه ها در نقش نو سانگ شیک[۹]
- کیم جه وون در نقش لی رون[۹]
- گو وون هی در نقش اوه پیونگ هوا[۱۰]
- کیم گا اون در نقش کانگ دا اول[۱۱]

## تولید
فیلمبرداری این مجموعه قرار بود که در پاییز سال ۲۰۲۲ آغاز شود.